# Polly Woodside
Die Polly Woodside ist ein Museumsschiff des Melbourne Maritime Museums.

## Geschichte
Geordert wurde das Schiff im Jahr 1885 als Polly Woodside für die Reederei The Barque Polly Woodside Co. Ltd. des Glasgower Reeders William J. Woodside. Der Bau fand in der Werft Workman, Clark & Company in Belfast statt. Die Polly Woodside entstand als eiserne Bark und war eines der letzten großen Segelschiffe aus diesem Material. Ihren Namen erhielt das Schiff nach dem Spitznamen „Polly“ von Williams Frau Marian. Viele Jahre wurde der Frachtsegler von seiner Reederei überwiegend in der weltweiten Trampschifffahrt, häufig auch in der Nitratfahrt zwischen Südamerika und Großbritannien beschäftigt. Ihre erste Reise nach Australien unternahm die Polly Woodside im Jahr 1900. Das Schiff strandete 1903 in Neuseeland und wurde daraufhin an die Reederei A. H. Turnbull & Company aus Littleton, Neuseeland abgegeben, die das Schiff nach Rona Munro, der Tochter des Superintendenten der Canterbury Steamship Company, in Rona umbenannte und vornehmlich in der Holzfahrt zwischen Neuseeland und Australien einsetzte.
Im Ersten Weltkrieg verlor das Schiff während einer Reise in die Vereinigten Staaten bei einer Kollision im Hafen von San Francisco seinen Bugspriet und die Galionsfigur.

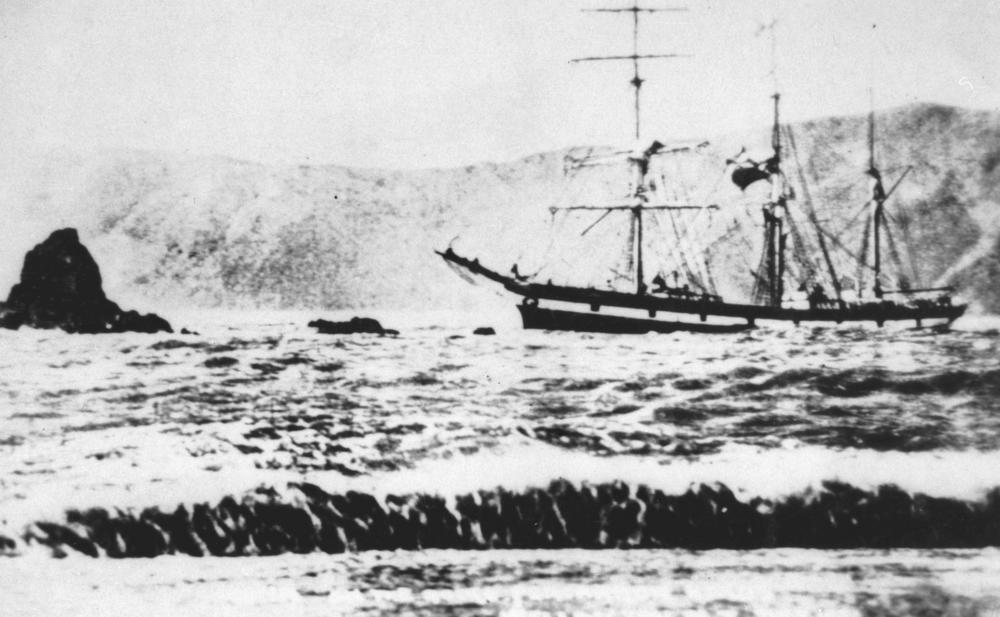
Die gestrandete Rona 1921

Nach dem Krieg folgte ein weiterer Verkauf an die Reederei G. H. Scales in Wellington und im Juli 1921 wurde die Rona nach einer weiteren Strandung auf dem Barrat's Riff bei Pencarron Heads in der Hafeneinfahrt nach Wellington zur mastenlosen Hulk. Sie wurde 1923 an die Adelaide Steamship Company veräußert und fortan als Kohlenleichter eingesetzt. Nach zwei Jahren Einsatz in Sydney kam sie 1925 nach Melbourne, wo sie bis zum Zweiten Weltkrieg eingesetzt wurde. Nach einem Kriegseinsatz in Neuguinea kehrte sie 1946 nach Melbourne zurück. 1953 endete der Einsatz als Kohlenhulk und in den frühen 1960er Jahren sollte das ungenutzte Schiff in der Bass Strait versenkt werden. Eine Gruppe von Schiffsenthusiasten um Karl Kortum und Dr. Graeme Robertson regte eine Rettung des abgetakelte Schiffs an. 1967 schenkte Messrs. Howard Smith aus Melbourne, der letzte Eigner die Hulk dem National Trust of Australia. Ein Komitee von Freiwilligen der Polly Woodside Volunteers' Association (PWVA) unter der Leitung von Capt. G.H. Heyen MBE und dem Rigger Tor Lindqvist nahm ab 1974 die Restaurierung und Neutakelung des Schiffes in Angriff. Seit Ostern 1977 war die Rona Teil des Melbourne Maritime Museum in Melbourne. 1978 benannte man das Schiff wieder in Polly Woodside um. Im Jahr 1988 wurde die Polly Woodside als erstes Frachtschiff überhaupt mit der renommierten World Ship Trust Medal ausgezeichnet. Nach der Schließung des Melbourne Maritime Museum verblieb das Schiff unter der Obhut der PWVA. Ihren dortigen Liegeplatz im Duke’s Trockendock kann das Schiff nicht mehr verlassen, da in der Zwischenzeit eine Brücke über den Unterlauf des Flusses Yarra gebaut worden ist.